# Liste der Biografien/Pets
Liste der Biografien |
Portal Biografien |
Personensuche
# |
A |
B |
C |
D |
E |
F |
G |
H |
I |
J |
K |
L |
M |
N |
O |
P |
Q |
R |
S |
T |
U |
V |
W |
X |
Y |
Z |
?
 
Pa |
Pc |
Pe |
Pf |
Ph |
Pi |
Pj |
Pk |
Pl |
Pm |
Pn |
Po |
Pr |
Ps |
Pt |
Pu |
Pv |
Pw |
Py
 
Pea |
Peb |
Pec |
Ped |
Pee |
Pef |
Peg |
Peh |
Pei |
Pej |
Pek |
Pel |
Pem |
Pen |
Peo |
Pep |
Peq |
Per |
Pes |
Pet |
Peu |
Pev |
Pew |
Pex |
Pey |
Pez
 
Peta |
Petc |
Pete |
Peth |
Peti |
Petj |
Petk |
Petl |
Petm |
Peto |
Petr |
Pets |
Pett |
Petu |
Petw |
Pety |
Petz
Die Liste der Biografien führt alle Personen auf, die in der deutschsprachigen Wikipedia einen Artikel haben. Dieses ist eine Teilliste mit 72 Einträgen von Personen, deren Namen mit den Buchstaben „Pets“ beginnt.

## Pets

### Petsa
- Petsalnikos, Filippos (1950–2020), griechischer Politiker

### Petsc
- Petsch, Alfred (1887–1981), US-amerikanischer Politiker
- Petsch, Birgit (* 1963), deutsche Leichtathletin
- Petsch, Fritz (1927–2021), deutscher Politiker (SPD), MdL Rheinland-Pfalz
- Petsch, Kuno (1923–1967), deutscher Komponist
- Petsch, Madelaine (* 1994), US-amerikanische SchauspielerinMadelaine Petsch (* 1994)

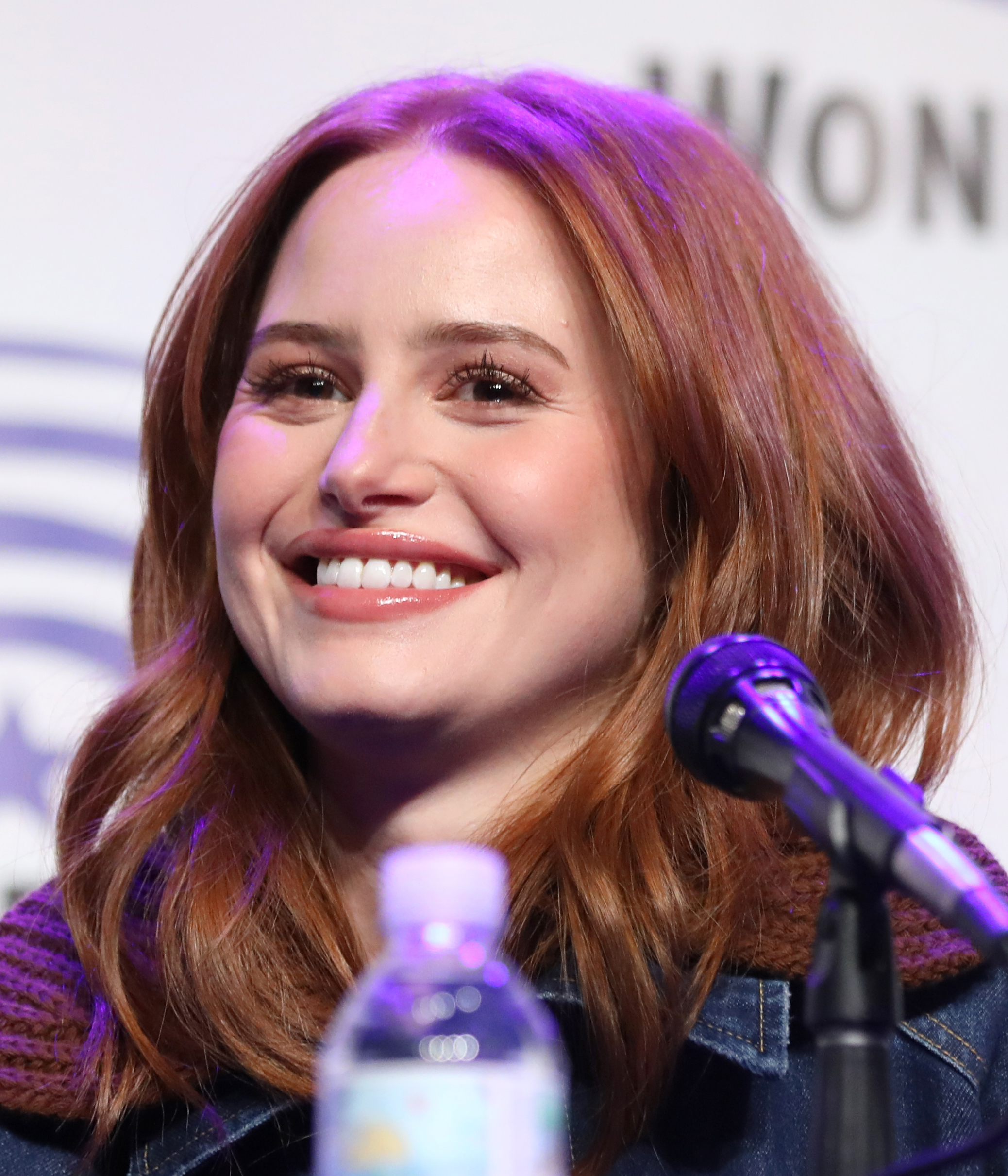
Madelaine Petsch (* 1994)

- Petsch, Marcus (* 1966), deutscher Fußballspieler
- Petsch, Max (1840–1888), deutscher Maler und Fotograf
- Petsch, Robert (1875–1945), deutscher Germanist und Literaturwissenschaftler
- Petsch, Susanne (* 1987), deutsche Fußballspielerin
- Petsch, Theodor (1884–1973), deutscher General der Infanterie
- Petsch, Thomas (1959–2017), deutscher Maschinenbauer, Unternehmer und Erfinder
- Petsch, Walter (1825–1903), deutscher Reichsgerichtsrat
- Petsch-Goll, Heinrich Gottlieb (1780–1860), deutscher Kaufmann, Frankfurter Politiker
- Petsch-Goll, Johann Philipp (1818–1900), deutscher Bankier und Abgeordneter
- Petschaelis, Bernt (* 1950), deutscher Sportlehrer, Sportfunktionär und Handballspieler
- Petschatnikov, Maria (* 1973), russische bildende Künstlerin
- Petschatnikov, Natalia (* 1973), russische bildende Künstlerin
- Petschauer, Attila (1904–1943), ungarischer Fechter und Olympiasieger, Journalist
- Petsche, Esther (* 1973), Schweizer Filmemacherin und Grafikerin
- Petsche, Hans-Joachim (* 1953), deutscher Hochschullehrer, marxistischer Philosoph und Mathematikhistoriker
- Petsche, Hellmuth (1923–2017), österreichischer Neurologe und klinischer Neurophysiologe
- Petsche, Matthias, deutscher Filmmusik-Komponist, Musiker und Produzent
- Petsche, Roman Erich (1907–1993), österreichischer Lehrer, Schulaufseher und Maler
- Petschek, Adolf (1834–1905), österreich-ungarischer Börsenmakler und Bankier
- Petschek, Franz (1894–1963), deutschsprachiger Bankier und Industrieller
- Petschek, Georg (1872–1947), österreichischer Rechtswissenschaftler
- Petschek, Harry E. (1930–2005), US-amerikanischer Physiker
- Petschek, Ignaz (1857–1934), böhmischer und nach 1918 tschechoslowakischer Kohlen-Großhändler und IndustriellerIgnaz Petschek (1857–1934)

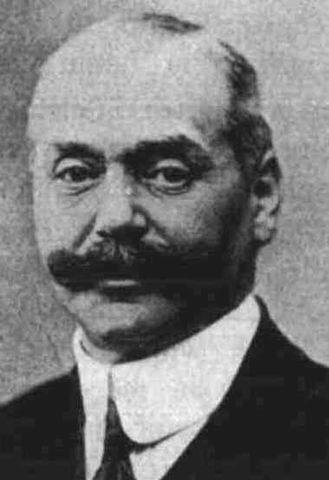
Ignaz Petschek (1857–1934)

- Petschek, Isidor (1854–1919), böhmischer Unternehmer und Rechtsanwalt
- Petschek, Julius (1856–1932), böhmischer Großindustrieller
- Petschek, Kurt (1913–1973), US-amerikanischer Rechtswissenschaftler
- Petschek, Moses (1822–1888), böhmischer Unternehmer
- Petschek, Otto (1882–1934), deutschsprachiger Bankier und Industrieller
- Petschek, Paul (1886–1946), deutschsprachiger Bankier und Industrieller
- Petschek, Samuel (1746–1822), böhmischer Händler
- Petschel, Dorit (* 1970), deutsche Historikerin und Lehrerin
- Petschel-Held, Gerhard (1964–2005), deutscher Klimaforscher
- Petschelt, Gerhard (1911–1979), deutscher Jurist, Oberstadtdirektor von Bochum (1952–1976)
- Petschen, Alexander Nikolajewitsch (* 1979), russischer Physiker und Mathematiker
- Petschenig, Christian (* 1973), österreichischer Fußballspieler
- Petschenig, Michael (1845–1923), österreichischer Altphilologe
- Petschenig, Will (* 1995), kanadisch-schweizerischer Eishockeyspieler
- Petscherin, Wladimir Sergejewitsch (1807–1885), russischer Redemptorist, Professor für griechische Geschichte
- Petscherow, Oleksij (* 1985), ukrainischer Basketballspieler
- Petscherski, Alexander Aronowitsch (1909–1990), sowjetischer OffizierAlexander Aronowitsch Petscherski (1909–1990)

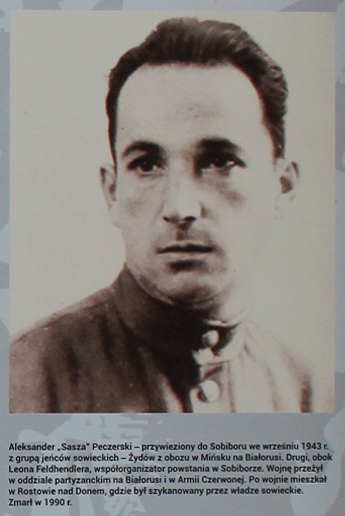
Alexander Aronowitsch Petscherski (1909–1990)

- Petschinger, John (* 1994), österreichischer Künstler
- Petschinka, Eberhard (* 1953), österreichischer Schriftsteller, Hörspielautor, Regisseur und Maler
- Petschke, Hanns (1884–1963), deutscher Bildhauer
- Petschke, Hermann Theobald (1806–1888), deutscher Jurist und Komponist
- Petschke, Matthias (* 1962), deutscher EU-Beamter
- Petschl, Dietmar (* 1971), österreichischer Journalist und DJ
- Petschler, Erik A (1881–1945), schwedischer Schauspieler, Regisseur und Drehbuchautor
- Petschner, Gisela (1913–2007), deutsche Malerin und Grafikerin
- Petschnig, Alexander (* 1973), österreichischer Politiker (FPÖ), Landesrat und Landtagsabgeordneter im Burgenland
- Petschnig, Emil (1877–1939), österreichischer Komponist und Musikkritiker
- Petschnig, Otmar (1925–1991), österreichischer Politiker (ÖVP), Mitglied des Bundesrates
- Petschnigg, Hubert (1913–1997), österreichischer Architekt
- Petschnik, Viktor (1899–1951), österreichischer Politiker (SPÖ), Abgeordneter zum Nationalrat
- Petschonkin, Alexander Sergejewitsch (* 1991), russischer Biathlet
- Petschonkin, Jewgeni Gennadjewitsch (* 1973), russischer Bobfahrer und Hürdenläufer
- Petschonkina, Julija Sergejewna (* 1978), russische Hürdenläuferin
- Petschorskaja, Swetlana Wladimirowna (* 1968), russische Biathletin
- Petschovski, Iosif (1921–1968), ungarischer und rumänischer Fußballspieler
- Petschow, Herbert (1909–1991), deutscher Rechtshistoriker und Altorientalist
- Petschow, Robert (1888–1945), Ballonfahrer und Fotograf
- Petschull, Jürgen (* 1942), deutscher Journalist und Schriftsteller
- Petschurski, Alexander Alexejewitsch (* 1990), russischer Eishockeytorwart

### Petsi
- Petsitis, Xenia (* 1967), deutsche Sachbuchautorin

### Petsk
- Petsko, Gregory (* 1948), US-amerikanischer Biochemiker und Neurowissenschaftler

### Petso
- Petsos, Thanos (* 1991), griechischer Fußballspieler

### Petsz
- Petszokat, Oliver (* 1978), deutscher Schauspieler, Sänger und ModeratorOliver Petszokat (* 1978)

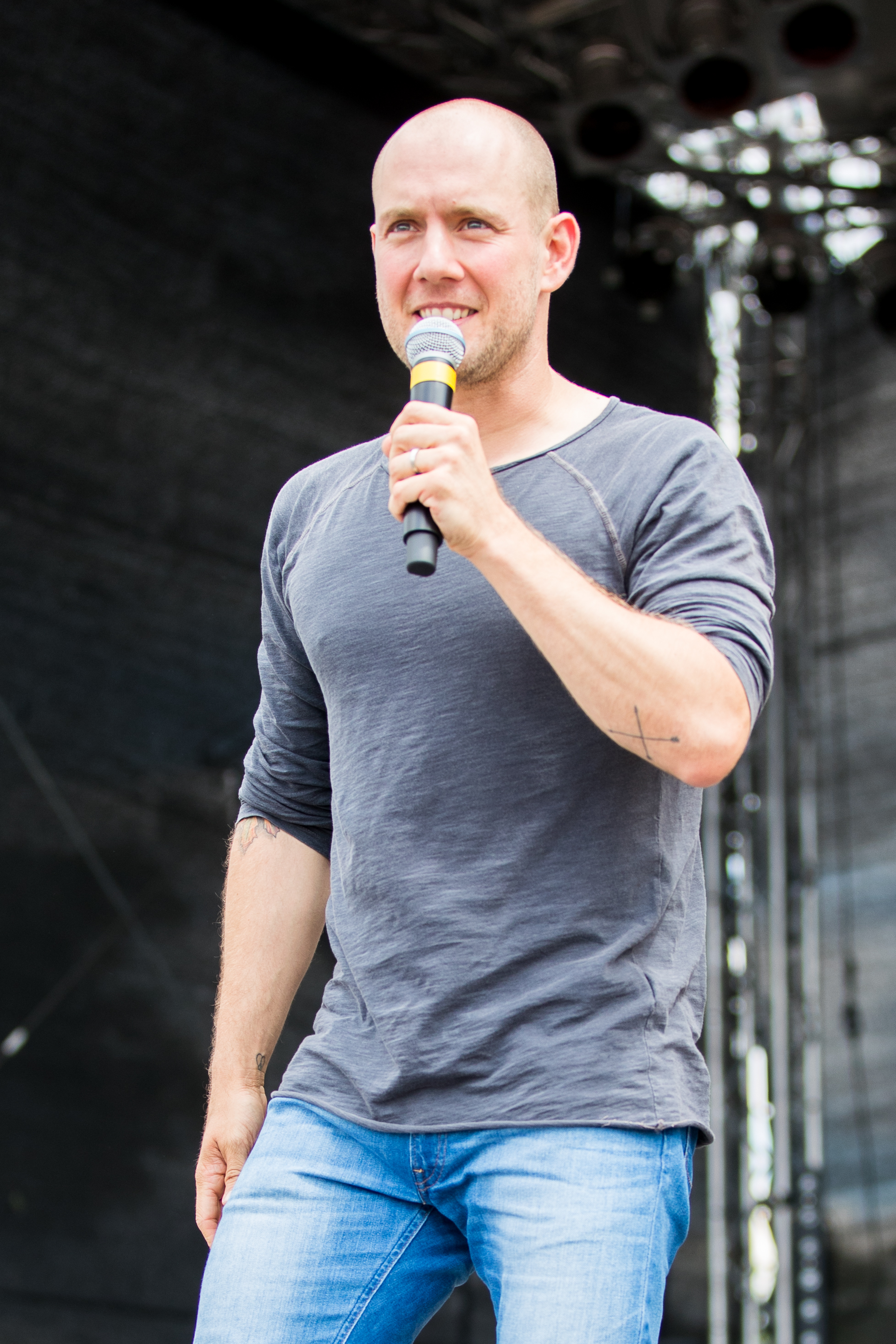
Oliver Petszokat (* 1978)